# 月球環形山列表 (O-Q)
这是月球环形山列表的一部份，此表列举出英文名称以字母O、P及Q开头的环形山。
| A B C D E F G H I J K L M N O P Q R S T U V W X Y Z |

## O
|              |               |            | |  |  |  |
| Oberth       | 奥伯特        | 49.52公里  | 赫尔曼·奥伯特(Hermann Oberth,1894–1989)，德国20世纪著名物理学家，宇航学和火箭学先驱。                                                                                     |  |  |  |
| Obruchev     | 奥布鲁切夫    | 72.23公里  | 弗拉基米尔·阿法纳西耶维奇·奥布鲁切夫(Vladimir Afanasyevich Obruchev,1863–1956)，俄罗斯和苏联专门从事西伯利亚和中亚研究的地质学家，也是首批俄罗斯科幻作家之一。            |  |  |  |
| O'Day        | 奥戴          | 70.41公里  | 马库斯·奥戴(Marcus O'Day,1897–1961)，美国物理学家。 |  |  |  |
| Oenopides    | 恩诺皮德斯    | 73.47公里  | 希俄斯岛的恩诺皮德斯(Oenopides of Chios,大约公元前500年-前430年)，古希腊天文学、几何学家。                                                                                |  |  |  |
| Oersted      | 奥斯特        | 42.28公里  | 汉斯·克里斯蒂安·奥斯特 (Hans Christian Ørsted,1777–1851)，丹麦物理学家、化学家和文学家。铝元素的发现者，首先发现了导线的电流会对磁针方向产生作用。                        |  |  |  |
| Ohm          | 欧姆          | 61.75公里  | 格奥尔格·西蒙·欧姆(Georg Simon Ohm,1789–1854)，德国物理学家，发现了电阻中电流与电压的正比关系，电阻的国际单位制“欧姆”以他的名字命名。                                     |  |  |  |
| Oken         | 奥肯          | 78.67公里  | 洛伦茨·奥肯(Lorenz Oken,1779–1851)，德国博物学家。 |  |  |  |
| Olbers       | 奥伯斯        | 73.02公里  | 海因里希·奥伯斯(Heinrich Olbers,1758–1840)，德国天文学家、医生及物理学家，智神星、灶神星的发现者。                                                                        |  |  |  |
| Olcott       | 奥尔科特      | 79.94公里  | 威廉·泰勒·奥尔科特(William Tyler Olcott,1873–1936)，美国变星观测者协会(AAVSO)创始人。                                                                                     |  |  |  |
| Olivier      | 奥利维尔      | 78.45公里  | 查尔斯·波拉德·奥利弗(Charles Pollard Olivier,1884–1975)，美国天文学家，1911年创办了美国流星协会进行流星的目视观测。                                                       |  |  |  |
| Omar Khayyam | 欧玛尔·海亚姆 | 68.64公里  | 奥马尔·海亚姆(Omar Khayyam,大约1050年-1123年)，波斯诗人、天文学家、数学家。                                                                                               |  |  |  |
| Onizuka      | 鬼冢承次      | 26.88公里  | 埃利森·鬼塚(Ellison Onizuka,1946–1986)，日裔美籍太空人，死于1986年挑战者号航天飞机爆炸。                                                                                  |  |  |  |
| Opelt        | 奥佩尔特      | 48.73公里  | 弗里德里希·威廉·奥佩尔特(Friedrich Wilhelm Opelt,1794–1863)，德国天文学家。                                                                                               |  |  |  |
| Opelt        | 奥佩尔特      | 48.73公里  | 奥托·莫里茨·奥佩尔特(Otto Moritz Opelt,1829–1912)，德国天文学家。 |  |  |  |
| Oppenheimer  | 奥本海默      | 201.16公里 | 朱利叶斯·罗伯特·奥本海默(Julius Robert Oppenheimer,1904–1967)，美国犹太人物理学家，曼哈顿计划的主要领导者之一。                                                           |  |  |  |
| Oppolzer     | 奥波尔策      | 40.87公里  | 特奥多尔·冯·奥波尔策(Theodor von Oppolzer,1841–1886)，被认为是一位有非常才干的奥地利天文学家和原波希米亚数学家。                                                          |  |  |  |
| Oresme       | 奥雷姆        | 82.05公里  | 尼科尔·奥雷姆(Nicole Oresme,大约1323年-1382年)，欧洲中古晚期最知名、最具影响力哲学家之一，1377年发表的著作《天地通论》。                                                  |  |  |  |
| Orlov        | 奥尔洛夫      | 72.93公里  | 亚历山大·雅科夫列维奇·奥尔洛夫(Aleksandr Yakovlevich Orlov,1880–1954)，苏联天文学家。1927年苏联科学院院士、1939年乌克兰苏维埃社会主义共和国科学院院士，曾被授予列宁勋章。 |  |  |  |
| Orlov        | 奥尔洛夫      | 72.93公里  | 谢尔盖·弗拉基米罗维奇·奥尔洛夫(Sergei Vladimirovich Orlov,1880–1958)苏联天文学家。1943年苏联科学院院士,曾被授予列宁勋章。                                                 |  |  |  |
| Orontius     | 奥龙斯        | 121.02公里 | 奥龙斯·菲内(Oronce Finé,1494–1555)，法国数学家和制图师，给予出了π=3.1410。                                                                                                |  |  |  |
| Osama        | 奥萨马        | 0.42公里   | 阿拉伯语男性名 |  |  |  |
| Osiris       | 奥西里斯      | 0.96公里   | 奥西里斯(Osiris)，古埃及之神。 |  |  |  |
| Osman        | 奥斯曼        | 1.79公里   | 土耳其男性名 |  |  |  |
| Ostwald      | 奥斯特瓦尔德  | 108.13公里 | 威廉·奥斯特瓦尔德(Wilhelm Ostwald，1853–1932)，生于拉脱维亚的德国籍物理化学家。1909年获诺贝尔化学奖 。                                                                    |  |  |  |

## P
|                 |                    |            | |  |  |  |
| Palisa          | 帕利扎             | 33.47公里  | 约翰·帕利扎(Johann Palisa,1848–1925)，生于奥地利西里西亚特拉波(现属捷克)的天文学家，先后发现了122颗小行星。 |  |  |  |
| Palitzsch       | 帕雷泽西           | 41.87公里  | 约翰·格奥尔格·帕利奇(Johann Georg Palitzsch,1723–1788)，德国天文学家，于1758年圣诞节找到了哈雷曾预言回归的彗星-哈雷彗星，因而成名。 |  |  |  |
| Pallas          | 帕拉斯             | 49.51公里  | 彼得·西蒙·帕拉斯(Peter Simon Pallas,1741–1811)，德国博物学家，曾在克拉斯诺亚尔斯克以南发现一颗重达700公斤的石铁陨石，是人类第一次发现并研究的橄榄陨石。 |  |  |  |
| Palmieri        | 帕尔米耶里         | 39.84公里  | 路易吉·帕尔米耶里(Luigi Palmieri,1807–1896)，意大利物理学家和气象学家，成名于对维苏威火山喷发的科学研究。 |  |  |  |
| Paneth          | 帕内特             | 60.92公里  | 弗里德里希·阿道夫·帕内特(Friedrich Adolf Paneth,1887–1958)，奥地利裔英国化学家，被认为是氢化物挥发时间方面的最大权威，他对平流层的研究也作出了重要的贡献。 |  |  |  |
| Pannekoek       | 潘涅库克           | 67.5公里   | 安东尼·潘涅库克(Antonie Pannekoek,1873–1960)，荷兰天文学家，马克思主义理论家和社会革命者，也是议会共产主义的主要理论家，并在银河系结构、天体物理学和天文学史工作方面享有国际盛誉。 |  |  |  |
| Papaleksi       | 帕帕列克西         | 92.03公里  | 尼古拉·德米特里耶维奇·帕帕列克西(Nikolaj Dmitrievich Papaleksi,1880–1947)，苏联物理学家。前苏联科学院院士，曾担任全联盟科学委员会无线电物理分会和苏联科学院无线电工程学院主席。 |  |  |  |
| Paracelsus      | 帕拉塞尔苏斯       | 85.88公里  | 帕拉塞尔苏斯(Paracelsus,1493–1541)，中世纪瑞士医生、炼金术士、占星师，认为人类是由灵魂(硫磺)、精神(水银)、肉体(盐)三元素构成。 |  |  |  |
| Paraskevopoulos | 帕拉斯基沃普洛斯   | 98.87公里  | 约翰·斯特凡诺斯·帕拉斯基沃普洛斯(John Stefanos Paraskevopoulos,1889–1951)，希腊裔南非天文学家，出生于希腊比雷埃夫斯，1927年-1951年任南非博伊登天文台台长，与他人合作先后发现了数颗彗星。 |  |  |  |
| Parenago        | 帕列纳戈           | 94.57公里  | 帕维尔·彼得罗维奇·帕列纳戈(Pavel Petrovich Parenago,1906–1960)，苏联科学家、天文学家、教授。 |  |  |  |
| Parkhurst       | 帕克赫斯特         | 93.08公里  | 约翰·阿德尔伯特·帕克赫斯特(John Adelbert Parkhurst,1861–1925)，美国天文学家，曾发表过约100篇天文学术论文，1905年当选为英国皇家天文学会会员。 |  |  |  |
| Parrot          | 帕罗特             | 70.66公里  | 约翰·雅各布·弗里德里希·威廉·帕罗特(Johann Jacob Friedrich Wilhelm Parrot,1792–1840)，德国博物学家和旅行家。 |  |  |  |
| Parry           | 帕里               | 47.28公里  | 威廉·爱德华·帕里爵士(Sir William Edward Parry,1790–1855)，英国海军少将和北极探险家。1827年到达北纬82°45′，创下人类最北探索纪录，直到近50年后，这一记录才被打破。 |  |  |  |
| Parsons         | 帕森斯             | 41.12公里  | 杰克·帕森斯(Jack Parsons,1914–1952)，美国火箭和化学工程师、火箭推进研究员、发明家、商人、作家和泰勒玛神秘学者，他发明了第一种浇注型复合固体火箭推进剂，率先开发了液-固燃料推进火箭。 |  |  |  |
| Pascal          | 帕斯卡             | 108.2公里  | 布莱兹·帕斯卡(Blaise Pascal,1623–1662)，法国神学家、基督教哲学家、数学、物理、化学家、音乐家、教育家、气象学家，对机械计算器的制造和流体的研究作出重要贡献。 |  |  |  |
| Paschen         | 帕申               | 127.36公里 | 弗里德里希·帕邢(Friedrich Paschen,1865–1940)，德国物理学家，1889年建立帕申定律，1908年发现了氢原子光谱的帕申系。 |  |  |  |
| Pasteur         | 巴斯德             | 232.77公里 | 路易·巴斯德(Louis Pasteur,1822–1895)，法国微生物学学家、化学家，微生物学的奠基人之一，被称为“微生物学之父”。 |  |  |  |
| Patricia        | 帕特丽夏           | 10.08公里  | 英文女性名“帕特里夏”（Patricia） |  |  |  |
| Patsaev         | 帕特萨耶夫         | 55.25公里  | 维克托·伊万诺维奇·帕察耶夫(Viktor Ivanovich Patsayev,1933–1971)，执行联盟号11号飞行任务的苏联宇航员，是第二位不幸在返回途中牺牲(阀门漏气，舱内加压失败)的宇航员，他是地球大气层外操作望远镜(猎户座1空间天文台)的第一人。 |  |  |  |
| Pauli           | 泡利               | 95.28公里  | 沃尔夫冈·泡利(Wolfgang Pauli,1900–1958)，奥地利理论物理学家，是量子力学研究先驱者之一。1945年以泡利不相容原理而获得诺贝尔物理学奖。 |  |  |  |
| Pavlov          | 巴甫洛夫           | 143.05公里 | 伊万·彼得罗维奇·巴甫洛夫(Ivan Petrovich Pavlov,1849–1936)，俄罗斯生理学家、心理学家、医师。1904年因对消化系统的研究而获诺贝尔生理学或医学奖。 |  |  |  |
| Pawsey          | 波西               | 59.98公里  | 约瑟夫·拉德·波西(Joseph Lade Pawsey,1908–1962)，澳大利亚射电天文学家，射电天文学科先驱，1952年-1958年任国际天文学联合会射电天文委员会主席。 |  |  |  |
| Peary           | 皮里               | 78.75公里  | 罗伯特·埃德温·皮里(Robert Edwin Peary,1856–1920)，美国极地探险家，多次探险格陵兰，1904年4月6日到达北极点，成为世界上有史以来首位徒步抵达北极点的人。 |  |  |  |
| Pease           | 皮斯               | 40.84公里  | 弗朗西斯·格拉德海姆·皮斯(Francis Gladheim Pease,1881–1938)，美国天文学家， 1928年他第一个对球状星团内的行星状星云-后称为皮斯1号的星云进行了探索。 |  |  |  |
| Peek            | 皮克               | 12.55公里  | 伯特兰·米·皮克(Bertrand Meigh Peek,1891–1965)，英国天文学家，1938年-1940年担任英国天文协会主管，此前先后就任该协会的木星和火星部主任。 |  |  |  |
| Peirce          | 皮尔斯             | 18.86公里  | 本杰明·皮尔斯(Benjamin Peirce,1809–1880)，美国数学家，曾在哈佛大学从教约50年，对天体力学、统计、数论、代数和数学哲学等作出过贡献。 |  |  |  |
| Peirescius      | 佩雷斯克           | 61.53公里  | 尼古拉-克洛德·法布里·德·佩雷斯克(Nicolas-Claude Fabri de Peiresc,1580–1637)法国天文学家、古董商和学者，研究包括测定欧洲、环地中海和北非等各处不同的经度差异，1610年通过望远镜第一个发现了猎户座大星云。 |  |  |  |
| Pentland        | 彭特兰             | 56.45公里  | 约瑟夫·巴克利·彭特兰(Joseph Barclay Pentland,1797–1873)，爱尔兰地理学家、自然科学家和旅行家，曾对玻利维亚安第斯山脉大部地区进行过调查并发表论文，1836年-1839年担任英国驻玻利维亚总领事。 |  |  |  |
| Perelʹman       | 别莱利曼           | 48.87公里  | 雅科夫·伊西多罗维奇·别莱利曼(Yakov Isidorovich Perelman,1882–1942)，俄罗斯和苏联科普作家，是包括《趣味物理学》、《趣味数学》等许多科普图书的作者，前苏联时期曾被翻译成各种语言版本。 |  |  |  |
| Perepelkin      | 佩列佩尔金         | 88.74公里  | 叶夫根尼·雅科夫列维奇·佩列皮奥尔金(Yevgeny Yakovlevich Perepyolkin,1906–1940)，苏联天文学家，曾在普尔科沃天文台负责观察关于河外星云中恒星的自行运动。 |  |  |  |
| Perkin          | 珀金               | 62.48公里  | 理查德·斯科特·珀金(Richard Scott Perkin,1906–1969)，美国企业家，珀金埃尔默公司总经理、董事长。 |  |  |  |
| Perrine         | 珀赖因             | 87.41公里  | 查尔斯·狄龙·珀赖因(Charles Dillon Perrine,1867–1951)，阿根廷天文学家，阿根廷国家天文台台长，木卫六、木卫七及珀赖因-马寇斯彗星的发现者。 |  |  |  |
| Petavius        | 培特威物斯         | 184.06公里 | 德尼·佩托(Denis Pétau,1583–1652)，法国耶稣会神学家，他声名鹊起的原因主要来自于内容丰富，但尚未完成的《神学的信理》(或译作《论神学学说》)，首次尝试系统地从历史的角度看待基督教教义的发展。 |  |  |  |
| Petermann       | 彼得曼             | 76.95公里  | 奥古斯特·海因里希·彼得曼(August Heinrich Petermann,1822–1878)，德国制图师，曾认为在地球的顶端有一个常年翠绿的岛屿，是暖流汇聚的人间天堂。 |  |  |  |
| Peters          | 彼得斯             | 14.67公里  | 克里斯蒂安·奥古斯特·弗里德里希·彼得斯(Christian August Friedrich Peters,1806–1880)，德国天文学家，卡尔·弗里德里希·威廉·彼得斯的父亲。1852年获得英国皇家天文学会金质奖章。 |  |  |  |
| Petit           | 柏帝               | 5.04公里   | 亚历克西·泰雷兹·珀蒂(Alexis Thérèse Petit,1771–1820)，法国物理学家，以蒸汽引擎方面的研究而著名。 |  |  |  |
| Petrie          | 皮特里             | 32.86公里  | 罗伯特·梅思文·皮特里(Robert Methven Petrie,1906–1966)，加拿大天文学家，1951年起任多米尼恩天体物理天文台台长，对联星进行了大量的研究。 |  |  |  |
| Petropavlovskiy | 彼得罗帕夫洛夫斯基 | 64.07公里  | 鲍里斯·谢尔盖耶维奇·彼得罗帕夫洛夫斯基(Boris Sergeevich Petropavlovskiy,1898–1933)，苏联火箭技术发展的组织者之一，1991年被追授为社会主义劳动英雄。 |  |  |  |
| Petrov          | 彼得罗夫           | 55.44公里  | 叶夫根尼·斯捷潘诺维奇·彼得罗夫(Evgenij Stepanovich Petrov,1900–1942)，气体动力实验室技术设计师，苏联第一代液体火箭发动机和“喀秋莎”火炮开发人员之一。 |  |  |  |
| Pettit          | 佩蒂特             | 36.67公里  | 爱迪生·佩蒂特(Edison Pettit,1889–1962)，美国天文学家。 |  |  |  |
| Petzval         | 匹兹伐             | 93.47公里  | 约瑟夫·匹兹伐(Joseph Petzval,1807–1891)，出生于匈牙利王国(现斯洛伐克)斯皮什斯卡贝拉镇，著名的数学家、发明家和光学物理学家，是几何光学、现代摄像摄影的主要创始人之一。 |  |  |  |
| Phillips        | 菲利普斯           | 104.21公里 | 约翰·菲利普斯(John Phillips,1800–1874)，英国地质学家，1841年发表首个基于地壳岩层中化石的全球地质年代划分，从而有助于标准化相关的地质术语(包括由他提出的“中生代”项目）。 |  |  |  |
| Philolaus       | 菲洛劳斯           | 71.44公里  | 克罗托内的菲洛劳斯(Philolaus of Croton,生活在公元前400年)，古希腊毕达哥拉斯学派哲学家之一。 |  |  |  |
| Phocylides      | 福西尼德           | 115.18公里 | 约翰·福西尼德·霍尔瓦达(Johannes Phocylides Holwarda,1618–1651)，弗里斯兰天文学家、医生和哲学家，1639年-1651年法兰克尔大学哲学系教授，“原子论”的支持者。 |  |  |  |
| Piazzi          | 皮亚齐             | 102.57公里 | 朱塞佩·皮亚齐(Giuseppe Piazzi,1746–1826)，意大利天文学家、神父，1801年1月1日晚发现了太阳系中最大的小行星-谷神星。 |  |  |  |
| Piazzi Smyth    | 皮亚兹·史密斯      | 12.96公里  | 查尔斯·皮亚齐·史密斯(Charles Piazzi Smyth,1819–1900)，众所周知的是他在天文学和金字塔神秘学方面的许多创新，以及对吉萨大金字塔测量研究。 |  |  |  |
| Picard          | 皮卡德             | 22.35公里  | 让·皮卡尔(Jean Picard,1620–1682)，法国天文学家和神父，首个合理地测出地球大小的人，并且还开发出用于测量天体赤经的标准方法。 |  |  |  |
| Piccolomini     | 皮科洛米尼         | 87.58公里  | 亚历山德罗·皮科洛米尼(Alessandro Piccolomini,1508–1578)，意大利锡耶纳的人道主义者和哲学家，促进了拉丁和希腊语科学、哲学论文的本地化普及。 |  |  |  |
| Pickering       | 皮克林             | 15.4公里   | 爱德华·皮克林(Edward Pickering,1846–1919)，美国天文学家，1876年到1918年期间任哈佛大学天文台的台长。 |  |  |  |
| Pickering       | 皮克林             | 15.4公里   | 威廉·亨利·皮克林(William Henry Pickering,1858–1938)，美国天文学家，土卫九的发现者，爱德华·皮克林的弟弟。 |  |  |  |
| Pictet          | 皮克泰             | 59.95公里  | 马克-奥古斯特·皮克泰(Marc-Auguste Pictet,1752–1825)，瑞士物理学家、化学家、气象学家和天文学家。他的研究范围广泛，主要以天文、测时、气象等自然学科为主，是1790年日内瓦物理和自然历史协会八大创始成员之一。 |  |  |  |
| Pierazzo        | 皮耶拉佐           | 9.29公里   | 伊莉莎白·皮耶拉佐(Elizabeth Pierjazzo,-2011)，意大利行星科学家。 |  |  |  |
| Pikelʹner       | 皮克尔纳           | 40.96公里  | 所罗门·鲍里索维奇·皮克尔纳(Solomon Borisovich Pikelner,1921–1975)，苏联天文学家，1959年起任莫斯科国立大学天文学教授。在星际介质、太阳等离子体物理、恒星大气和磁流体等理论方面作出了杰出贡献。 |  |  |  |
| Pilâtre         | 皮拉特尔           | 64.37公里  | 让-弗朗索瓦·皮拉特尔·德·罗齐耶(Jean-François Pilâtre de Rozier,1756–1785)，法国化学和物理老师，首批航空探索先驱之一。1783年10月15日乘坐蒙戈尔费埃气球升空，实现了人类首次升空，1785年6月15日在与同伴皮埃尔·罗曼尝试飞越英吉利海峡时，所乘气球在加来海峡省维姆勒附近坠毁，成为有记录来首批死于空难事故之人。 |  |  |  |
| Pingré          | 潘格雷             | 88.43公里  | 亚历山大·居伊·潘格雷(Alexandre Guy Pingré,1711–1796)，法国基督教教士、天文学家、航海地理学家。发表过带月亮(归算)表的航海年历。他成功观察到了1769年的金星凌日。 |  |  |  |
| Pirquet         | 皮尔凯             | 62.14公里  | 吉多·冯·皮尔凯(Baron Guido von Pirquet,1880–1966)，奥地利航天先驱。1927年曾制作并进行了模型火箭测试，1928年提出了在地球低轨道上建立空间站，为前往其他行星的飞船补给的想法，并发表了如何完成该类任务的详细计算结果。基于此，他被认为是真正的“空间站之父”。 |  |  |  |
| Pitatus         | 皮塔屠斯           | 100.63公里 | 彼得罗·皮塔蒂(Pietro Pitati,生活于大约1500年)，意大利天文学家和数学家。 |  |  |  |
| Pitiscus        | 皮蒂斯楚斯         | 79.85公里  | 巴托洛梅乌斯·皮蒂斯库斯(Bartholomaeus Pitiscus,1561–1613)，16世纪德国三角学，天文学和神学家，1595年在海德堡出版的《三角学：解三角形的简明处理》中创造了“三角学”一词，有时，还被认为是他发明了小数点，小数点符号就出现在他的三角函数表中。 |  |  |  |
| Pizzetti        | 皮泽蒂             | 53.47公里  | 保罗·皮泽蒂(Paolo Pizzetti,1860–1918)，意大利大地测量学家，天文学家，地球物理学家和数学家。1886年起分别在热那亚大学和比萨大学任大地测量学副教授、教授，也是意大利猞猁之眼国家科学院成员。 |  |  |  |
| Plana           | 普拉纳             | 42.97公里  | 乔瓦尼·普拉纳(Giovanni Plana,1781–1864)，意大利天文学家和数学家。其贡献包括月球运动及积分(包括阿贝尔一普拉纳公式)、椭圆函数、热量、静电和大地测量等方面的研究。因对月球表面結构的研究而贏得法国科学院奖项；1832年发表了《月球的运动理论》；1834年被皇家学会授予科普利奖章，成为了一名皇家天文学家，并被封为男爵，80岁时被著名的法国科学院授予会员资格。 |  |  |  |
| Planck          | 普朗克             | 319.46公里 | 马克斯·普朗克(Max Planck,1858–1947)，德国物理学家，量子力学的创始人，二十世纪最重要的物理学家之一，1918年获得诺贝尔物理学奖。 |  |  |  |
| Planté          | 普兰特             | 36.8公里   | 雷蒙-路易·加斯东·普朗忒(Raymond-Louis Gaston Planté,1834–1889)，法国物理学家发明，1855年，他在巴黎附近发现了首只不会飞的史前鸟-加斯顿鸟化石。1859年发明了铅酸蓄电池，成为了第一个可充电的商用蓄电池。 |  |  |  |
| Plaskett        | 普拉斯基特         | 114.34公里 | 约翰·斯坦利·普拉斯基特(John Stanley Plaskett,1865–1941)，加拿大天文学家。1903年就职于渥太华多米尼恩天文台，第一个详细分析星系结构。1922年使用一架由他自己设计的反射望远镜，发现了大质量恒星-“普拉斯基特孪生星”。 |  |  |  |
| Plato           | 柏拉图             | 100.68公里 | 柏拉图(Plato,约公元前428-前347年)，著名的古希腊哲学家，雅典人，西方哲学的奠基者，与老师苏格拉底、学生亚里士多德一起史称为“西方三圣贤”。 |  |  |  |
| Playfair        | 普莱费尔           | 49.88公里  | 约翰·普莱费尔(John Playfair,1748–1819)，苏格兰科学家、数学家，爱丁堡大学自然哲学教授。1802年出版了《关于赫顿地球论的说明》，用通俗的语言阐述了赫顿的均变论。 |  |  |  |
| Plinius         | 普林尼             | 41.31公里  | 盖乌斯·普林尼·塞孔杜斯(Gaius Plinius Secundus,23-79)，常称为老普林尼或大普林尼，古罗马作家、博物学者、军人、政治家，以《自然史》（又译《博物志》）一书留名后世。 |  |  |  |
| Plummer         | 普卢默             | 75.7公里   | 亨利·克罗泽·基廷·普卢默(Henry Crozier Keating Plummer,1875–1946)，英国天文学家。1912年被授予都柏林三一学院安德鲁斯天文教授席位，同时兼有爱尔兰皇家天文学家头衔，是这两个职位的最后拥有人。1921年-1940年作为数学教授，加入伍利奇军事科学院。1939年-1941年成为英国皇家天文学会会长。普卢默的贡献主要在天体摄像编目上，包括对短周期变星测光观测和造父变星径向脉动的研究，开发出可用于模拟球状星团和球状对称星系的重力势能函数，也称普卢默潜能。1918年发表了《有关动态天文学介绍的论文》。 |  |  |  |
| Plutarch        | 普卢塔克           | 69.59公里  | 普鲁塔克(Plutarch,大约公元46年-公元120年)，生活于罗马时代的希腊作家，以《比较列传》一书留名后世。他的作品在文艺复兴时期大受欢迎，米歇尔·德·蒙泰涅对他推崇备至，莎士比亚不少剧作都取材于他的记载。 |  |  |  |
| Poczobutt       | 波乔布特           | 212.36公里 | 马尔钦·奥德拉尼茨基·波乔布特(Martin Odlanicky Poczobutt,1728–1810)，波兰-立陶宛王国耶稣会天文学家和数学家。在维尔纽斯大学任教50多年，1780年被任命为校长后，将该校从中世纪的人文学科学校(哲学和神学)，改造成现代科研大学。扩充了科学、医学和法律等学科；提倡使用拉丁语，反对用波兰或立陶宛语。他观察了日食和月食、彗星及谷神星、智神星、婚神星等小行星；测定了立陶宛大公国境内(包括维尔纽斯和格罗德诺)定点地理坐标；测量水星以计算它的轨道(这些数据后来曾被熱羅姆·拉朗德用到)；对16个星座作了描述，命名了波尼亚托夫斯基金牛座以纪念波兰国王斯坦尼斯瓦夫二世(该星座已被取消，现已确定它只是蛇夫座的一部分)，所做观察记录共计达34卷。他还是首位在立陶宛系统地测量和记录天气温度（自1777年保持了连续的记录）的人。1771年波乔布特入选伦敦皇家自然知识促进学会、1778年又成为法国科学院成员，1785年被授予圣斯坦尼斯洛斯勋章，1793年获得白鹰勋章。 |  |  |  |
| Pogson          | 普森               | 40.87公里  | 诺曼·罗伯特·普森(Norman Robert Pogson,1829–1891)，英国天文学家。编制了包含11015颗恒星的马德拉斯星表，发现了8颗小行星及21颗变星，将星等概念数学化，出任马德拉斯天文台共30年。 |  |  |  |
| Poincaré        | 庞加莱             | 345.99公里 | 儒勒·亨利·庞加莱(Jules Henri Poincaré,1854–1912)，法国最伟大的数学家之一，理论科学家和科学哲学家，是继高斯之后对数学及其应用具有全面知识的最后一人。第一个发现了混沌确定系统、起草了简略版的狭义相对论、提出了数学中最著名问题之一-庞加莱猜想。 |  |  |  |
| Poinsot         | 潘索               | 65.11公里  | 路易·普安索(Louis Poinsot,1777–1859)，法国数学家和物理学家，几何静力学的发明者，首次提出力偶的概念并讨论力偶的合成与分解，展示了作用于刚体的力系统可被分解为单一之力和力偶。 |  |  |  |
| Poisson         | 泊松               | 41.4公里   | 西梅翁·德尼·泊松(Siméon Denis Poisson,1781–1840)，法国数学家、几何学家和物理学家。 |  |  |  |
| Polybius        | 波利比乌斯         | 40.81公里  | 波利比乌斯(Polybius,大约公元前204年-前122年)，古希腊政治家和历史学家，以《历史》一书留名传世，记叙了地中海周边的历史，尤其是罗马帝国的崛起。在密码学上也有建树，“波利比奥斯方表”即以他命名。 |  |  |  |
| Polzunov        | 波尔祖诺夫         | 66.53公里  | 伊万·伊万诺维奇·波尔祖诺夫(Ivan Ivanovich Polzunov,1728–1766)，俄罗斯发明家，创造了俄罗斯第一台蒸汽机和世界上首台双缸发动机。 |  |  |  |
| Pomortsev       | 波莫尔采夫         | 25.51公里  | 米哈伊尔·米哈伊洛维奇·波莫尔采夫(Mikhail Mikhailovich Pomortsev,1851–1916)，俄罗斯气象学家和工程师。 |  |  |  |
| Poncelet        | 彭赛列             | 67.57公里  | 让-维克托·彭赛列(Jean-Victor Poncelet,1788–1867)，法国数学家、工程师，射影几何学的创立人之一，曾担任巴黎综合理工学院校长，改进了涡轮和水车设计。他的名字与众多法国重要的科学家与工程师等一起被刻在埃菲尔铁塔上。 |  |  |  |
| Pons            | 庞斯               | 39.7公里   | 让-路易·蓬斯(Jean-Louis Pons,1761–1831)，法国天文学家。出身卑微，但自学成才，成为历史上最伟大的彗星发现者，1801年-1827年共发现了37颗彗星，超过历史上其他任何人。 |  |  |  |
| Pontanus        | 蓬塔诺             | 55.66公里  | 乔瓦尼·蓬塔诺(Giovanni Pontano,1427–1503)，意大利人文主义者和诗人。 |  |  |  |
| Pontécoulant    | 蓬泰库朗           | 91.4公里   | 蓬泰库朗伯爵菲利普·古斯塔夫·杜尔塞(Philippe Gustave Doulcet, Comte De Pontécoulant,1795–1874)，法国天文学家，1829年较精确地预测了哈雷彗星通过近日点的日期。 |  |  |  |
| Popov           | 波波夫             | 71.4公里   | 亚历山大·斯捷潘诺维奇·波波夫(Aleksander Stepanovich Popov,1859–1905)，俄国物理学家和电气工程师，研究电磁波的先驱。 |  |  |  |
| Popov           | 波波夫             | 71.4公里   | 基里尔·波波夫(Kyril Popov,1880–1966)，保加利亚天文学家。 |  |  |  |
| Porter          | 波特               | 51.46公里  | 拉塞尔·威廉姆斯·波特(Russell Williams Porter,1871–1949)，美国艺术家、工程师、业余天文爱好者和探险家。 |  |  |  |
| Posidonius      | 波希多尼           | 95.06公里  | 波希多尼(Posidonius,大约公元前135-前51年)，古希腊斯多葛学派哲学家、政治家、天文学家、地理学家、历史学家和教育家。 |  |  |  |
| Poynting        | 坡印廷             | 127.55公里 | 约翰·亨利·坡印廷(John Henry Poynting,1852–1914)，英国物理学家。 |  |  |  |
| Prager          | 普拉格             | 53.9公里   | 理查德·普拉格(Richard A. Prager,1884–1945)，德裔美籍天文学家，恒星光电测量的先驱。 |  |  |  |
| Prandtl         | 普朗特             | 87.53公里  | 路德维希·普朗特(Ludwig Prandtl,1875–1953)，德国力学家，近代力学奠基人之一。 |  |  |  |
| Priestley       | 普里斯特利         | 54.88公里  | 约瑟夫·普利斯特里(Joseph Priestley,1733–1804)，英国18世纪英国的自然哲学家、化学家、牧师、教育家和自由政治理论家。 |  |  |  |
| Prinz           | 普林茨             | 46.13公里  | 威廉·普林茨(Wilhelm Prinz,1857–1910)，德裔比利时地质学家及月面学家。 |  |  |  |
| Priscilla       | 普里西拉           | 1.5公里    | 拉丁语女性名 |  |  |  |
| Proclus         | 普罗克洛斯         | 26.91公里  | 普罗克洛(Proclus Diadochus,410-485)，希腊哲学家，新柏拉图主义的集大成者。 |  |  |  |
| Proctor         | 普罗克特           | 47.64公里  | 玛丽·普罗克特(Mary Proctor,1862–1957)，美国天文学宣传普及者，“孩子们的天文学家”。 |  |  |  |
| Protagoras      | 普罗泰戈拉         | 21.05公里  | 普罗泰戈拉(Protagoras,约公元前490年-前420年)，古希腊哲学家，被柏拉图认为是诡辩学派的一员。 |  |  |  |
| Ptolemaeus      | 托勒密             | 153.67公里 | 克劳狄乌斯·托勒密(Claudius Ptolemaeus,大约公元87年-150年)，希腊数学家、天文学家、地理学家、占星家。 |  |  |  |
| Puiseux         | 皮瑟               | 24.95公里  | 皮埃尔·皮瑟(Pierre Puiseux,1855–1928)，法国天文学家。 |  |  |  |
| Pupin           | 普平               | 2.17公里   | 米海洛·卜平(Mihajlo Pupin,1858–1935)，塞尔维亚裔美籍物理学家和物理化学家，美国国家航空咨询委员会创始成员之一。 |  |  |  |
| Purbach         | 普尔巴赫           | 114.97公里 | 格奥尔格·冯·普尔巴赫(Georg von Purbach,1423–1461)，奥地利天文学家，数学家和仪表制造商。 |  |  |  |
| Purkyně         | 浦金野             | 50.29公里  | 扬·埃万杰利斯塔·普尔基涅(Jan Evangelista Purkyně,1787–1869)，捷克19世纪生理、解剖、生物学家及诗人和哲学家。 |  |  |  |
| Pythagoras      | 毕达哥拉斯         | 144.55公里 | 毕达哥拉斯(Pythagoras,大约生活于公元前532年)，古希腊哲学家、数学家和音乐理论家。 |  |  |  |
| Pytheas         | 皮西亚斯           | 18.81公里  | 皮西亚斯(Pytheas,出生于约公元前308年)，希腊的地理学家和探险家，是第一位记述月亮会影响潮汐的人。 |  |  |  |

## Q
|          |        |           | |  |  |  |
| Quetelet | 凯特尔 | 54.77公里 | 朗贝尔·阿道夫·雅克·凯特尔(Lambert Adolphe Jacques Quételet,1796–1874)，19世纪比利时统计学家、数学家和天文学家，发明了身高体重指数（BMI）来推算人的健康状况。 |  |  |  |